# Ducados Unidos de Jülich-Cleves-Berg
Os Ducados Unidos de Jülich-Cleves-Berg (em alemão:  Vereinigte Herzogtümer Jülich-Kleve-Berg) eram dois grupos de territórios situado no moderno estado da Renânia do Norte-Vestefália, na Alemanha e na moderna província de Guéldria, nos Países Baixos. Entre 1521 e 1666, o território foi uma combinação de estados em união pessoal, todos territórios reichsfrei  do Sacro-Império.
O nome foi ressuscitado após o Congresso de Viena para a Província de Jülich-Cleves-Berg, uma província de curta duração do Reino da Prússia, entre 1815 e 1822.

## História
Os Ducados Unidos de Jülich-Cleves-Berg foi uma combinação de estados do Sacro Império Romano-Germânico, em união pessoal. Esses estados incluíam:
- o Ducado de Jülich;
- o Ducado de Cleves;
- o Ducado de Berg;
- o Condado de Mark;
- o Condado de Ravensberg;
- o Senhorio de Ravenstein.

Os ducados de Jülich e de Berg tinham sido unidos em 1423. Um século depois, em 1521, a linha de duques que os governava, juntamente com o Condado de Ravensberg, extinguiu-se em linha masculina, e a filha (e herdeira) do último duque, Maria de Jülich-Berg, no âmbito da lei sálica, só poderia deter os estados do pai desde que o marido fosse seu guardião.
O seu marido — e primo distante — era João III, Duque de Cleves, Conde de Mark e Senhor de Ravenstein, que se casara com Maria, fazendo um casamento estratégico, em 1509.
Assim, os territórios destes Ducados Unidos correspondia ao território do atual estado alemão da Renânia do Norte-Vestfália, excetuando os principados eclesiásticos do Eleitorado de Colónia e do Principado-Bispado de Münster.
Contudo, apenas um século após o estratégico casamento de João III, a linha de duques dos ducados unidos também se extinguiu, em 1609, com a morte, sem descendência, de João Guilherme de Jülich-Cleves-Berg (neto de João III).
Estes duques, inspirados pelo humanismo de Desiderius Erasmus, haviam conseguido implementar uma "em latim: via media" entre as disputas confessionais da época que haviam surgido com a Reforma Protestante e com a posterior Contra Reforma católica.
Os dois herdeiros dos ducados unidos, sobrinhos do último duque, encontravam-se em campos opostos (um sobrinho era católico e outra sobrinha protestante). A situação complicou-se ainda mais pela vontade de aquisição manifestada quer pelo imperador Rodolfo II (soberano formal dos ducados), quer pelos Duques da Saxónia (este últimos partilhavam as preocupações de Henrique IV de França e da República das Províncias Unidas, que temiam qualquer fortalecimento dos Países Baixos dos Habsburgo).
Os dois sobrinhos do último duque eram:
- a luterana Ana da Prússia, casada com João Segismundo, Eleitor de Brandemburgo;
- o católico Wolfgang Guilherme, Duque Palatino de Neuburgo.

Como resultado, estalou a denominada Guerra de Sucessão de Jülich (precursora da Guerra dos Trinta Anos), solucionada pelo Tratado de Xanten (1614), que determinava que os 3 estados Protestantes (Cleves, Mark e Ravensburg) passavam para o Brandemburgo-Prússia, e os 3 estados Católicos (Jülich, Berg e Ravenstein) seriam alocados ao Palatinado-Neuburgo.
No decurso da guerra, os territórios foram afetados por várias ações militares, tendo perdido muita da riqueza e bem estar por que eram conhecidos no tempo do Duque Guilherme, o Rico.
O filho de Wolfgang Guilherme, Filipe Guilherme, herdou o Eleitorado do Palatinado em 1685, ficando a cidade de Dusseldórfia (capital de Berg), como sede do Eleitorado, até que esta linha herdou a Baviera em 1777.
Quanto aos Eleitores do Brandeburgo, estes tornaram-se, em 1701, Reis na Prússia; com Cleves-Mark como sua primeira possessão no ocidente da Alemanha, foi a origem da futura Prússia Renana.

## Duques de Jülich-Cleves-Berg (Casa de Mark)
- 1521–1539: João, o Pacífico
- 1539–1592: Guilherme, o Rico
- 1592–1609: João Guilherme